# Мария-Ваш (остров)
Мари́я-Ваш, или Гаделха (порт. Ilhéu Maria Vaz) — необитаемый остров в составе Азорских островов. Расположен у берегов острова Флориш.
Геологические образования представлены лавовыми потоками вулканического происхождения, которые имеют регулярную морфологию и частично покрываются блоками базальта и песчаными отложениями. Берега острова отвесные или практически отвесные.
Доступ к Мария-Ваш осуществляется преимущественно по морю, однако до острова можно самостоятельно доплыть (с острова Флориш). На нём проводится дайвинг.
Флора и фауна представлена более чем сотней видов. Здесь обитают и произрастают Myliobatis aquila, Pelagia noctiluca, Asparagopsis armata, актинии (Actiniaria), морской салат (Alicia mirabilis), Distaplia corolla, Aglophenia tubulifera, Apogon imberbis, барракуды (Sphyraena), Chondrostoma polylepis, губановые (Labridae), португальский кораблик (Physalia physalis), Trachurus picturatus, морской юнкер (Coris julis), морские звёзды (Asteroidea), Falkenbergia rufuosa, лилии (Lilium), Lithophylum incrustans, атлантический окунь-голиаф (Epinephelus itajara), Arbacia lixula, рыба-собака (Bodianus scrofa), рыба-свинья (Ver texto) и другие.